# وازارلی ۵۸۰۱
سیارک ۵۸۰۱ (به انگلیسی: 5801 Vasarely، نامگذاری:1984BK) پنج هزار و هشتصد و یکمین سیارک کشف شده‌است که در ۲۶ ژانویه ۱۹۸۴ کشف شد.
قدر مطلق سیارک برابر ۱۳٫۱۰ است.